# جحوتي حتب
جحوتي حتب أو بيتسي كان رئيسًا لمنطقة تيخيت (دبيرة وسارا) النوبية في عهد حتشبسوت وتحتمس الثالث. غزا ملوك الدولة الحديثة المصرية النوبة السفلى ووضعوا عليها حكام محليون يتبعون لدولتهم. كان جحوتي حتب أحد أولئك الحكام المحليون، وكان يطلق على حاكم النوبة لقب رئيس تيه خيت.
كان رويو [الإنجليزية] والد جحوتي حتب أيضًا حاكماً للمنطقة، وكذلك شقيقه أمنحات [الإنجليزية]. عرفت جحوتي حتب بعدة آثار، أهمها مقبرة مزخرفة في شرق دبيرة. تتكون المقبرة من ثلاث غرف، الأولى غرفة مزينة بعدة رسومات، وتحتوي الغرفة الثانية على بقايا تماثيل. تتميز المقبرة بأنها واحدة المقابر المزخرفة القليلة في النوبة السفلى.
صُور جحوتي حتب وشقيقه أمنمحات في قبر سينموس الواقع في قبة الهوا. كان سينموس شقيقًا لرويو أي أنه عم جحوتي حتب. كما ذكر في نقش صخري بالقرب من أسوان وله آثار أخرى اكتشفت في دبيرة الغربية.